# Retificações ortográficas do francês de 1990
As retificações ortográficas do francês de 1990 propõem uma nova ortografia para certas palavras do francês a fim de torná-las mais simples (o acento circunflexo tornou-se facultativo para certas palavras, por exemplo) ou para suprimir incoerências ("douçâtre" foi substituído "douceâtre", por exemplo). 
Essas retificações têm sua origem em um relatório do Conselho Superior Francês da Língua Francesa aprovado pela Academia Francesa e publicada nos "Registros Administrativos" do Diário Oficial da República Francesa em 6 de dezembro de 1990. A questão ortográfica é qualificada como nova (NO), recomendada, retificada (OR), revisada, modernizada ou de 1990, em oposição à ortografia chamada tradicional ou antiga. O Conselho Internacional da Língua Francesa (CILF), onde todos os países francófonos são representados, deu um parecer favorável as retificações.

## Detalhes
Esta retificação afetam entre 2 000 palavras (de um dicionário de uso corrente que contém 50 000 à 60 000) até mais de 5 000 palavras caso seja levado em consideração palavras mais raras.
| Regras | Exemplos                                                                               |
| --- | -------------------------------------------------------------------------------------- |
| Os numerais compostos são sempre conectados por hífen. | trente-et-un cinq-cents six-millième                                                   |
| Nos nomes compostos pela forma verbo + substantivo (por exemple: pèse-personne) ou preposição + substantivo (por exemplo: sans-papier), o segundo elemento recebe a marca de plural sempre que a palavra estiver no plural.                                                                                            | un presse-papier, des presse-papiers un après-midi, des après-midis                    |
| Emprega-se o acento grave (no lugar do acento agudo) em várias palavras bem como no futuro ou no condicional dos verbos que se conjugam como céder. | événement → évènement réglementaire → règlementaire je cèderai, ils règleraient        |
| O acento circunflexo desaparece sobre o i e u, mas se mantém nas terminações verbais do passado simples, do subjuntivo e no caso de homônimos. | coût → cout entraîner → entrainer, nous entrainons paraître → paraitre, il parait      |
| Os verbos terminados em -eler ou -eter se conjugam como peler ou acheter. Os derivados em -ment seguem os verbos correspondentes. Exceções : appeler, jeter e seus compostos. | j'amoncèle, amoncèlement tu époussèteras                                               |
| As palavras emprestadas devem ter seus plurais como as palavras francesas e são acentuadas conformes as regras que se aplicam regularmente. | des matchs des scénarios révolver                                                      |
| A não hifenização é exigida em várias palavras, notadamente: - as palavras compostas de contr(e)- e entr(e)- - as onomatopeias - as palavras de origem estrangeira - as palavras compostas com os elementos "savants" Isso é um regresso a ortografia anterior ao século XVII onde a maioria das palavras era ligadas. | contrappel entretemps tic-tac → tictac week-end → weekend agroalimentaire portemonnaie |
| As palavras com -olle e os verbos em -otter (e seus derivados) escrevem-se respectivamente -ole e -oter. Exceções : colle, folle, molle e as palavras da mesma família do substantivo -otte (como botter, de botte).                                                                                                   | corole frisoter, frisotis                                                              |
| Para demonstrar a pronúncia do u, o trema será, em palavras com: - -guë- e -guï-, movida para para a letra u. - -geure-, adicionado a esta letra no verbo arguer. | aigüe, ambigüe ambigüité gageüre, argüer                                               |
| O particípio passado de laisser, seguido de um infinitivo, é invariável (do mesma maneira que faire) A invariabilidade já era preconizada e permitida por certos gramáticos como Émile Littré. | elle s'est laissée mourir → elle s'est laissé mourir                                   |

Há, ainda, cerca de sessenta modificações ortográficas isoladas (modificações sobre palavras diversas, como, por exemplo, charriot seguindo o exemplo de charrue).